# ژاپن در المپیک تابستانی ۱۹۲۸

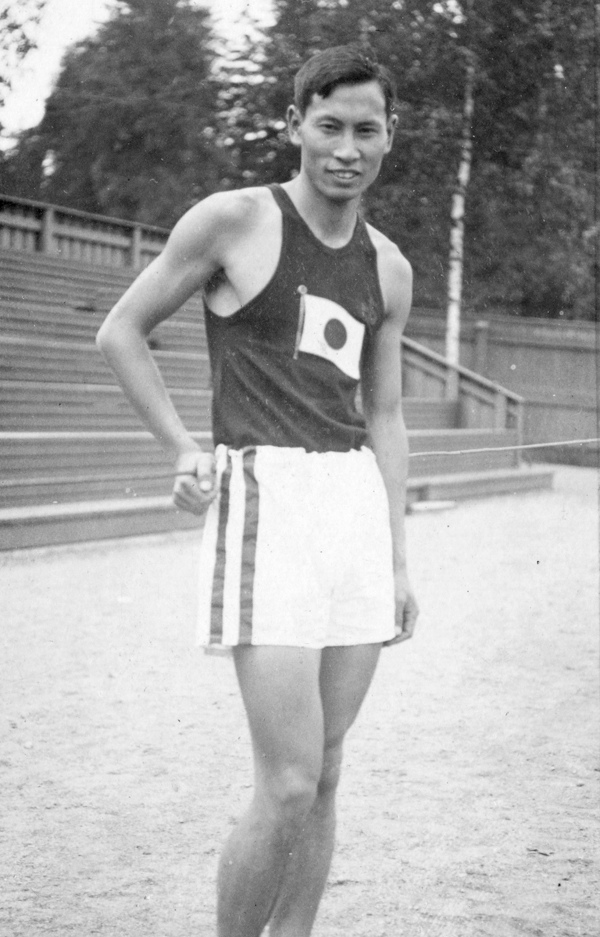
یکی از بازیکنان ژاپن در بازی‌های المپیک تابستانی ۱۹۲۸

ژاپن در بازی‌های المپیک تابستانی ۱۹۲۸ که در شهر آمستردام هلند برگزار شد، کاروان ژاپن با ۴۳ ورزشکار در این رقابت‌ها شرکت کرد و موفق به کسب ۵ مدال (۲ طلا، ۲ نقره، ۱ برنز) شد. در جدول رتبه‌بندی توزیع مدال‌ها، ژاپن در ردهٔ ۱۵ مسابقات قرار گرفت.